# Dreyfus Prize in the Chemical Sciences
Der Dreyfus Prize in the Chemical Sciences ist ein alle zwei Jahre von der Camille and Henry Dreyfus Foundation für Leistungen in der Chemie vergebener Preis. Er ist mit 250.000 Dollar dotiert.
Die Schweizer Brüder Camille Dreyfus und Henry Dreyfus waren Anfang des 20. Jahrhunderts Gründer von Firmen insbesondere zur Produktion von Zelluloseacetat-Fasern (Celanese) in der Schweiz, den USA und England.

## Preisträger
- 2009 George Whitesides, für Chemie in den Materialwissenschaften (Chemie weicher Materialien)
- 2011 Tobin Marks für Katalyse
- 2013 R. Graham Cooks für chemische Instrumentierung (Massenspektrometrie)
- 2015 Krzysztof Matyjaszewski für Polymersynthese (insbesondere Atom Transfer Radical Polymerization, ATRP)
- 2017 Michele Parrinello für seine bahnbrechenden Entwicklungen der molekulardynamischen Simulationsmethodik
- 2019 Robert Langer für seine Beiträge zur Entwicklung von wirkstofffreisetzenden Systemen und Gewebezüchtung
- 2021 James G. Anderson, für seine Beiträge zur Umweltchemie
- 2023 Xiaowei Zhuang, für ihre grundlegenden Beiträge zur Bildgebung in der Chemie
- 2025 Héctor D. Abruña, für Beiträge zum Verständnis elektrochemischer Oberflächen[1]